# Лизина гора
Лизина Гора (укр. Лізина гора) — ландшафтный заказник местного значения на Украине. Расположен в пределах Гребенковского района Полтавской области. Находится между деревнями Берёзовка и Горбы.
Площадь заказника составляет 24,1 га (0,241 км²). Создан по решению Полтавского областного совета от 07.12.2011.
Объект имеет высокие показатели по разнообразию орнитофауны.